# Tika Sevón Liljegren
Tika Sevón Liljegren, född 22 oktober 1992, är en finlandssvensk artist. Sevón Liljegren föddes i nepalesiska Himalaya, men adopterades av ett finlandssvenskt-svenskt par när hon var ett och ett halvt år gammal. Familjen bodde först i Skultuna i Stockholm, men flyttade till Ekenäs när Tika var fem år gammal. Hon har också bott i Karis.
År 2014 medverkade hon i programmet Spårlöst på svenska TV4, där människor får hjälp med att hitta sina rötter och försvunna släktingar. I programmet hittade hon sin biologiska bror i Nepal.
Sevón Liljegren har hon studerat musik vid Lärkkulla pop & rock i Karis och sjungit och dansat på Raseborgs sommarteater. Hon fick sitt genombrott som artist då hon år 2018 vann TV-talangjakten X Factor Finland, ett program som följer formatet för det brittiska programmet The X Factor. I mars 2019 släppte hon sin första single, "Live and You Learn".
Sevón Liljegren var en av de sex finalisterna i den finländska uttagningen till Eurovision Song Contest, Tävlingen för ny musik (UMK) 2020. Hon tävlade med powerballaden "I Let My Heart Break".